# Theridion maindroni
Theridion maindroni là một loài nhện trong họ Theridiidae.
Loài này thuộc chi Theridion. Theridion maindroni được Eugène Simon miêu tả năm 1905.